# Raveniola hebeinica
Raveniola hebeinica là một loài nhện trong họ Nemesiidae.
Raveniola hebeinica được miêu tả năm 1999 bởi Zhu, Zhang & Zhang.